# Le Prix de la trahison (téléfilm, 2021)
Pour les articles homonymes, voir Le Prix de la trahison.
Série
Le Prix de la loyauté
(2019)
Pour plus de détails, voir Fiche technique et Distribution.
Le Prix de la trahison est un téléfilm policier français de François Guérin diffusé en 2021. Il a également été programmé sous le titre Meurtres à Angoulême en tant que hors-série de la collection de téléfilms franco-belge Meurtres à….
Il constitue le dernier volet d'une trilogie scénarisée par Laurent Mondy et mettant en scène la capitaine Marie Jourdan interprétée par Mimie Mathy, après Le Prix de la vérité (2017) et Le Prix de la loyauté (2019).

## Synopsis
Marie Jourdan a invité Paul Danceny devenu commandant pour fêter son 35e anniversaire de mariage à Angoulême, où elle habite. La fête est brutalement interrompue par des policiers qui arrivent pour arrêter Alex, le fils de Marie et Pierre ; il est père d’une petite fille et marié. Les policiers pensent que c’est Alex l’assassin de la journaliste locale, qui est aussi son amante. Marie va aussi découvrir que son mari a emprunté de l’argent sale à un malfaiteur pour payer son restaurant.

## Fiche technique
- Titre original : Le Prix de la trahison
- Réalisation : François Guérin
- Scénario : Laurent Mondy
- Production : Richard Berkowitz
  - Production exécutive : Olivier Guedj
- Société de production : Épisode Productions  avec la participation de France 3, RTBF et Be-Films[3]
- Pays d'origine :  France
- Langue originale : français
- Genre : policier
- Format : couleur - HDTV - 16/9 - son stéréo
- Durée : 90 minutes
- Dates de diffusion : 
  - Belgique : 15 janvier 2022 sur La Une
  - France :  15 janvier 2022 sur Salto, 22 janvier 2022 sur France 3
  - Suisse : 19 janvier 2022 sur RTS Deux

## Distribution
Sauf indication contraire, les informations mentionnées dans cette section peuvent être confirmées par la base de données cinématographiques IMDb,  présente dans la section « Liens externes ».
- Mimie Mathy : la capitaine de police Marie Jourdan
- Mathieu Delarive : le commandant de gendarmerie Paul Danceny
- Patrick Raynal : Chef cuisinier Pierre Jourdan et mari de Marie (ce personnage est une référence au véritable mari de Mimie Mathy, Benoist Gérard)
- Mathieu Coniglio : Alex Jourdan
- Juliette Chêne : Me Louise Jourdan
- Cécilia Cara : Sandra Jourdan
- Rémi Bichet : Franck Neuville
- Fabrice Deville : Josselin Delmont
- Jean-Luc Joseph : le lieutenant de police Jérémy Diawara
- Laurence Bréheret : la commissaire de police Florence Martens

## Production

### Tournage
Le tournage se déroule du 23 novembre au 18 décembre 2020 à Angoulême et sa région.

### Audiences
France : 3,30 millions de téléspectateurs (première diffusion) (17.0 % de part d'audience).
En décembre 2022, Mimie Mathy confirme qu'il n'y aura pas d'épisode 4, les audiences ayant été jugées insuffisantes.